# Club Atlético Rosario Central (fútbol femenino)
El Club Atlético Rosario Central conocido simplemente como Rosario Central o Central, es una entidad deportiva argentina de la ciudad de Rosario, en la provincia de Santa Fe, cuya actividad principal es el fútbol. Su primer equipo femenino milita en la Primera División de Argentina.

## Pre-oficialidad
Las canallas, lograron una seguidilla de títulos desde 2017, desde Casildense, Apertura y Clausura de la Asociación Rosarina de Fútbol y siendo subcampeonas de la primera edición de la Copa Santa Fe Femenino. Además, Rosario Central fue el primer equipo del interior en participar en la Primera División de Argentina.
En el 2018, Rosario Central jugó un amistoso preliminar frente a Estudiantes de la Plata, ganándole 3 a 0 con goles de Virginia Gómez a los 22 minutos del primer tiempo, Erica Lonigro, a los 55 minutos, marca el segundo tanto canalla, y a los 67 minutos, Maira Sánchez, sentencia el último gol del partido. El amistoso se desarrolló gracias a #ProyectoNoviembreCARC por la lucha de la igualdad.

## Ingreso a la oficialidad
En julio de 2019 la AFA autorizó a Rosario Central para disputar torneos oficiales ingresando directamente a la Primera División, sin tener que disputar la Primera C y Primera B respectivamente. De esta manera se convirtió en el primer club del interior del país en disputar un certamen organizado por susodicho ente regulador. Su debut se produjo a partir de la temporada 2019-20, el 20 de septiembre ante Villa San Carlos resultando en goleada 1-5 a su favor en calidad de visitante. Selene Chamorra fue la autora del primer gol a los 2 minutos del primer tiempo, este fue además el primer gol marcado en la era semi-profesional del fútbol femenino argentino, ya que el encuentro era a su vez el primero de la fecha en ser disputado.

### Profesionalización
A mediados del año 2019, las primeras jugadoras canallas firmaron un contrato profesional, ellas fueron: Nadia Capo, Cecilia Centurión, Camila Bellavia, Erica Lonigro, Paula Salguero, Romina Escalada, Camila Roma y Virginia Gómez. Dos semanas después se presentó oficialmente el plantel.

## Jugadoras

### Plantel
Actualizado a marzo de 2023.

### Mercado de pases
| Altas y bajas 2022-23 | Altas y bajas 2022-23 | Altas y bajas 2022-23 | Altas y bajas 2022-23 | Altas y bajas 2022-23 | Altas y bajas 2022-23 |
| Altas                 | Altas                 | Altas                 | Bajas                 | Bajas                 | Bajas                 |
| Nac.                  | Jugadora              | Origen                | Nac.                  | Jugadora              | Destino               |
| --------------------- | --------------------- | --------------------- | --------------------- | --------------------- | --------------------- |
| Bandera de Argentina  | Ludmila Martínez      | San Lorenzo           | Bandera de Argentina  | Elen Leroyer          | Independiente         |
| Bandera de Argentina  | Vanina Correa         | Universidad de Chile  | Bandera de Argentina  | Iara Almada           | Independiente         |
| Bandera de Argentina  | Érica Lonigro         | River Plate           | Bandera de Argentina  | Verónica Acuña        | Banfield              |
| Bandera de Argentina  | Sol Tarditti          | Promovida             | Bandera de Argentina  | Abigail Ponce         | Banfield              |
| Bandera de Argentina  | Guadalupe Albornoz    | Promovida             | Bandera de Argentina  | Dalma Mancilla        | Belgrano (C)          |
| Bandera de Argentina  | Malen Fontao          | Promovida             | Bandera de Argentina  | Macarena Romero       | El Porvenir           |
| Bandera de Argentina  | Martina Pagura        | Promovida             |                       |                       |                       |
| Bandera de Argentina  | Juana Cárdenas        | Promovida             |                       |                       |                       |
| Bandera de Argentina  | Tatiana Albornoz      | Promovida             |                       |                       |                       |

Fuentes:

### Jugadoras internacionales
| Selección | Categoría | Jugadora(s) |
| --------- | --------- | ----------- |
| Argentina | Sub-20    | Luna Gamón  |
| Argentina | Sub-20    | Lara López  |

## Clásico Rosarino Femenino
El Clásico Rosarino Femenino se disputa ante Newell's Old Boys desde el 25 de mayo de 2018, donde dicho partido finalizó 2 a 2 con goles de Erica Lonigro, a los 8 minutos, y Virginia Gómez, a los 57 minutos, para el conjunto canalla. Para las leprosas los goles fueron de Brunela Piccini, a los 37, y de Martina Dezotti, a los 52.

### Historial
| Contexto                | Disputados | Ganó Central | Empatados | Ganó Newell's |
| ----------------------- | ---------- | ------------ | --------- | ------------- |
| Liga Rosarina (Amateur) | 3          | 2            | 1         | 0             |

| Futbolista      | Goles |
| --------------- | ----- |
| Erica Lonigro   | 5     |
| Selena Chamorra | 3     |
| Paula Salguero  | 2     |